# 皮埃爾·莫佩爾蒂
皮埃爾·路易·莫罗·德·莫佩爾蒂（法語：Pierre Louis Moreau de Maupertuis，法語發音：[pjɛʁ lwi mɔʁo də mopɛʁtɥi]；1698年9月28日—1759年7月27日）是一位法國數學家、物理學家、哲學家。他是最先确定地球形狀為近扁球形的科學家。他也擁有首先提出最小作用量原理之榮譽。

## 生平
莫佩爾蒂出生於法國聖馬洛的一個中等富裕家庭。1714年，他去巴黎的  學習哲學。因家人的極力反對，才讀了兩年書，就無法繼續下去，只好退學返鄉。回家後，無意中接觸到數學，他開始對數學產生濃厚的興趣。稍後，父親幫他在里爾的法國火槍隊找到一份軍職工作。可是，莫佩爾蒂對這工作並不感到興趣。他勉強地待了三年。在這段時間，莫佩爾蒂認識了許多社交界與數學界的名士，得到許多珍貴的建議與指教。搬回巴黎居住後，他慢慢地建立了很好的學術聲譽。1723年，他被選入法國科學院。1728年，又被選為皇家學會的會員。
1729年，莫佩爾蒂進入巴塞爾大學深造。約翰·白努利是他的恩師。在白努利的諄諄教誨之下，莫佩爾蒂受益良多；他學會了萊布尼茨微積分的精髓，牛頓萬有引力的要訣。那時，他主要是研究關於活力（Vis viva）這方面的問題。他發展與延伸了許多牛頓的傑作（那時，在英國以外，牛頓的理論還沒有被廣泛的接受）。而笛卡兒力學則遭到他極力地反對。
|                |              |
| 莫佩爾蒂的地球 | 卡西尼的地球 |

1730年，力學界各個競爭門派的爭論焦點，開始轉聚到地球的形狀。根據牛頓運動定律的闡述，加上他的恩師约翰·伯努利悉心指導，莫佩爾蒂研究出一套新的理論，主張地球是近扁球形的；而他的對手雅克·卡西尼，則認為地球是長球形的。為了平息這場爭論，1736年，他親自率領一支遠征隊去芬蘭拉普蘭省。在那裡，他小心翼翼地測量出經度一度的長度。他將測量的方法與結果寫成了一本書。1738年，發表，徹底地證明了地球是近扁球形的。在這本書內，還提到了遠征隊的冒險經歷，以及關於古老的碑文的紀載。
應普魯士國王腓特烈二世的邀請，於1740年，莫佩爾蒂來到柏林，幫助提升普魯士王國的科學水準。1741年，莫佩爾蒂跟著腓特烈大帝與他率領的普魯士軍隊攻打奧地利，不料造化作弄，居然在莫爾維茨會戰中，遭到奧地利軍隊俘虜。因為莫佩爾蒂在科學界的名聲，奧地利政府並沒有難為他。被釋放後，莫佩爾蒂很狼狽地逃回柏林，再輾轉返回巴黎。那裡，於1742年，他重整旗鼓，被推選為法國科學院的主任。次年，又當選為法蘭西學院的院士。1744年，回到柏林。在那裡，已接近半百的他，遇到了未來共渡人生的伴侶 ，次年8月，兩人共結連理。
在腓特烈大帝的要求下，於1746年，莫佩爾蒂正式成為柏林科學院的首任院長。雖然莫佩爾蒂對這職務有高度的期望，他做的很辛苦。他並不會講德语，不能夠有效地與本地人溝通，管理日常公事也需要副手幫助。再者，腓特烈大帝給予科學院的經費不夠，無法吸引最優秀的人才來柏林教導與研究。唯一能請到的明星學者是數學家李昂哈德·尤拉。莫佩爾蒂任職這段時間，尤拉的確幫了他很多忙。
因為霸權主義與殖民主義作祟，於1757年，爆發了驚天動地的七年戰爭，很不幸地夾在普魯士王國與法國的戰事中間，莫佩爾蒂的處境變的非常尷尬。他的影響力在巴黎與柏林也都不如從前。發覺自己身心交瘁，健康每況愈下，他只好退休至法國南方。在那裡待了幾個月後，又搬到巴塞爾安享天年，隔年，過世於巴塞爾。

## 最小作用量原理
莫佩爾蒂於1744年發表了最小作用量原理。這原理闡明，對於所有的自然現象，作用量趨向於最小值。他定義作用量為物體的質量，移動距離，與移動速度的乘積。
1741年，莫佩爾蒂在巴黎科學院發表了一篇論文〈靜止物體定律〉（Loi du repos des corps）。他表明，在一個系統裏，所有呈靜止狀態的物體，假若有任何變化，產生的運動，趨向於作用量的最小改變。
在另一篇於1744年，在巴黎科學院發表的論文中，他提出了〈幾種以前互不相容的自然定律的合一論〉（Accord de plusieurs lois naturelles qui avaient paru jusqu'ici incompatibles）：光折射的路徑，從一種介質到另一種介質，是作用量的最小值。
1746年，莫佩爾蒂更進一步地在伯林科學院發表了論文〈運動與靜止定律〉（Loix du mouvement et du repos）。他表明，質點的運動也趨向於最小作用量。為了便於分析，物體的全部質量可以被視為集中於一點，稱這一點為質點。在十八世紀前期，關於質點經碰撞後的可能發生狀況，有很大的爭論。笛卡兒派與牛頓派物理學家認為，在碰撞下，幾個質點的總動量與相對速度是恆定的。萊布尼茨派則認為活力（vis viva）也是恆定的。由於兩個原因，這論點是笛卡兒派與牛頓派無法接受的：
1. 活力恆定不能應用於「硬物體」（不能壓縮的物體）。
2. 活力的數學定義是質量與速度平方的乘積。為什麼速度在活力這數量裏出現兩次？

萊布尼茨派辯明，理由很簡單，任何物質對於運動都有一種自然的趨向。在靜止狀態，物體裏含有一個內在的速度。當物體開始移動時，對應於實際的運動，又產生了第二個速度項目。
笛卡兒派與牛頓派則認為這辯理簡直是胡言。對於中古學者，運動的內在趨向這句話，具有一種奧祕的性質；這中古學者的偏愛，必須毫無反顧地抗拒。今天，硬物體的概念已被完全地否定了。至於質量與速度平方的乘積，這數量則是動能的兩倍。現代力學給予了活力一個很重要的角色。
對於莫佩爾蒂而言，硬物體的概念是很重要的。他提出的最小作用量原理有一個很特別的優點：這原理可以應用於硬物體與彈性物體。又可以應用於靜止狀態的物體與光，似乎，這原理可以廣泛的應用於宇宙的每一個角落。
莫佩爾蒂又從宇宙論的觀點來論述：最小作用量好像一個經濟原理；在經濟學裏，大概就是「精省資源」的意思。這論述的瑕疵是，並沒有任何理由，能夠解釋，為什麼作用量趨向最小值，而不是最大值。事實上，萊布尼茨證明過，在大自然現象中，這物理量有可能趨向最小值，也有同樣的可能趨向最大值。假若，我們解釋最小作用量為大自然的精省資源，那麼，我們又怎麼解釋最大作用量呢？

## 著作

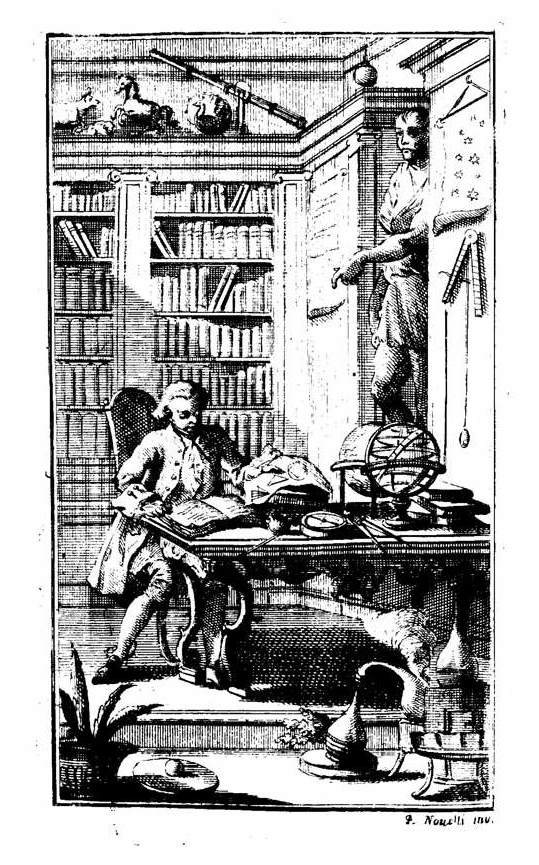
Lettres

- Sur la figure de la terre (1738)
- Discours sur la parallaxe de la lune (1741)
- Discours sur la figure des astres (1742)
- Eléments de la géographie (1742)
- Lettre sur la comète de 1742 (1742)
- (1744，Accord between different laws of Nature that seemed incompatible，英文翻譯)
- Vénus physique (1745)
- Astronomie nautique (1745 and 1746)
- fr:Les loix du mouvement et du repos déduites d'un principe metaphysique|Les loix du mouvement et du repos déduites d'un principe metaphysique (1746，Derivation of the laws of motion and equilibrium from a metaphysical principle，英文翻譯)
- Essai de cosmologie (1750)。

## 榮譽
月球的莫佩爾蒂隕石坑是為了紀念莫佩爾蒂而命名的。

## 外部連結
- 約翰·J·奧康納; 埃德蒙·F·羅伯遜, ,  （英语）
- Mary Terrall, The Man Who Flattened the Earth: Maupertuis and the Sciences in the Enlightenment. Chicago: University of Chicago Press, 2002 ISBN 0-226-79360-5
- David Beeson: "Maupertuis: An Intellectual Biography".  Oxford: Voltaire Foundation, 1992. From the series: Studies on Voltaire and the eighteenth century

| 前任： 查理-伊雷尼·卡斯特·德·聖皮耶 | 八號席位 法蘭西學院 1743–1759 | 繼任： 蓬皮尼昂侯爵讓-雅克·勒弗朗 |